# 再见，箱舟
《再见，箱舟》（日語：さらば箱舟）是一部1984年日本悬疑片，由寺山修司执导。它作为参展片进入了1985年的戛纳电影节。

## 剧情简介
在一个与世隔绝的日本山村里，财主时任大作（原田芳雄饰）偷走了村里所有住户的钟并将其埋在地下，从此，村中失去时间的概念，止步不前，村里的时间也就全部由时任家所有了。多年之后，大作的堂弟舍吉（山崎努饰）和堂妹结婚，因为堂妹的父亲当年为防止不伦之事而给女儿戴上了贞操带，两夫妻因性事而甚为苦恼，舍吉也因没有子女而被村人嘲笑。某天，在大作的嘲笑下，舍吉忍无可忍，刺死了他。事后，舍吉带着妻子决定逃离村子，但第二天，他们却发现自己被困在了村子里，而大作鬼魂的出现让舍吉迷失了自己，渐渐开始忘却周遭事物的名称，心性失常。……直到有一天，拾破烂的老人找回所有的钟，这个村子才开始向前，所有的存在只有照片为证了，影片的最后已是现代。

## 主要演员
- 山崎努饰演时任舍吉
- 小川真由美饰演时任苏
- 原田芳雄饰演时任大作
- 石橋蓮司饰演時任米太郡
- 蘭妖子饰演时任花
- 高橋洋子饰演手鞠
- 齐藤優一饰演少年时代的时任大作
- 宮口精二饰演老人[1]

## 外部連結
- 互联网电影数据库（IMDb）上《再见，箱舟》的资料（英文）
- 豆瓣电影上《再见，箱舟》的資料 （简体中文）